# Villanueva de Gormaz
Villanueva de Gormaz és un municipi de la província de Sòria, a la comunitat autònoma de Castella i Lleó.